# Platanthera shriveri
Platanthera shriveri är en orkidéart som beskrevs av Paul Martin Brown. Platanthera shriveri ingår i släktet nattvioler, och familjen orkidéer. Inga underarter finns listade i Catalogue of Life.